# USA's vestkyst
USA's vestkyst – også kendt som Pacific Coast, Pacific Seaboard og Western Seaboard – er kystlinjen, langs det vestlige USA som møder det nordlige Stillehav. Navnet henviser typisk til de sammenhængende amerikanske delstater Californien, Oregon og Washington, men inkluderer nogle gange Alaska og Hawaii, især af United States Census Bureau som en amerikansk geografisk opdeling.